# Pieter Korteweg

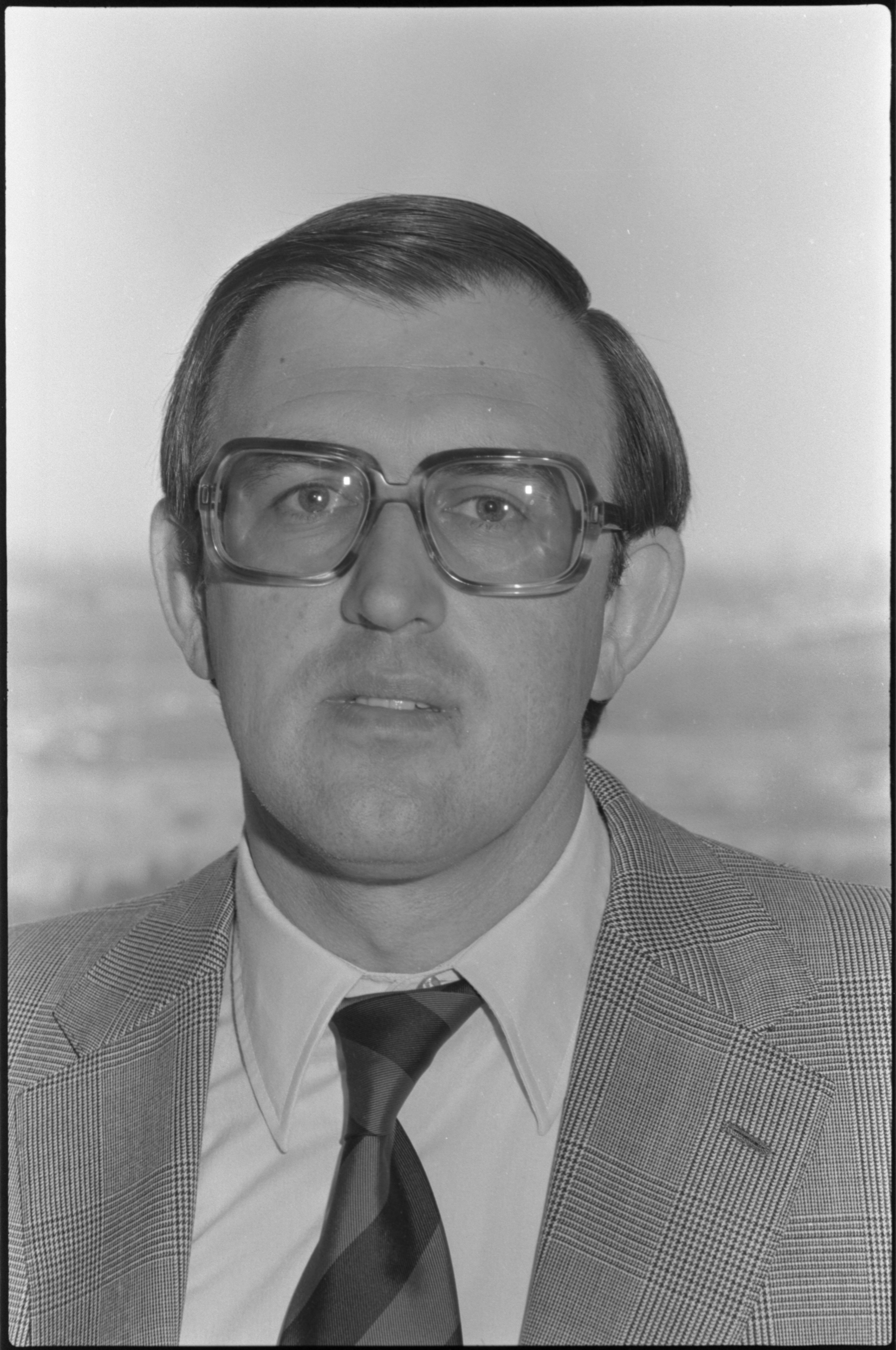
Prof. dr. P. Korteweg, hoogleraar monetaire economie aan de Erasmus Universiteit, 1977

Pieter/Piet Korteweg (Klundert, 28 december 1941) is een Nederlands econoom.

## Leven
Pieter Korteweg werd in 1941 geboren als oudste zoon in een gezin met vier kinderen. Hij is verre familie van de veertig jaar oudere hoogleraar economie Simon Korteweg (1902-1997).
Korteweg is gepromoveerd aan de Erasmus Universiteit Rotterdam.
Uit elk van zijn twee huwelijken heeft hij twee dochters.

## Carrière
Vanaf 1971 tot 1982 was hij hoogleraar in de monetaire economie aan de Erasmus Universiteit Rotterdam. In die tijd verdedigde hij als een van de weinige Nederlandse economen de in de jaren zeventig nog zeer controversiële ideeën van Milton Friedman.
Van 1981 tot 1986 was hij vervolgens Thesaurier-generaal op het ministerie van Financiën. Als hoogleraar monetaire economie werd hij opgevolgd door Eduard Bomhoff.
Van 1990 tot 2001 was hij vervolgens topman bij het beleggingsfonds Robeco. Onder zijn leiding sloot Robeco in 1993 een samenwerkingsovereenkomst met de Rabobank. Korteweg kon niet voorkomen dat Robeco zo rond 1996/7 voor een bedrag van rond de 1200 miljoen gulden (ongeveer 500 miljoen euro) werd overgenomen door de Rabobank. In 2001 trok Korteweg zich terug uit de top van Robeco. Géry Daeninck volgde hem op.
Onder het bewind van Marius Jonkhart is hij commissaris geweest van de Nationale Investerings Bank.
Hij is vicevoorzitter van Cerberus Global Investment Advisors en directeur van Cerberus in Nederland. Ook is hij adviseur bij Anthos, de privébank van de familie Brenninkmeijer.
Ook is hij voorzitter van de raad van toezicht van het Centraal Bureau voor de Statistiek en vicevoorzitter van de raad van toezicht van De Nederlandsche Bank geweest. Korteweg is lid geweest van het zogenaamde "Steering Committee" van de Bilderbergconferentie.
- Bibsys: 3004170
- CiNii: DA07131914
- International Standard Name Identifier: 0000 0000 8280 1506
- Library of Congress Control Number: n80150249
- Nationale Bibliotheek van Israël: 987007328081705171
- Nederlandse Thesaurus van Auteursnamen: 068784260
- Réseau des bibliothèques de Suisse occidentale: 02-A003469105
- Système universitaire de documentation: 08695220X
- Virtual International Authority File: 93360680
- WorldCat: E39PBJjxpyfp7pPdgJdD7Cm68C